# Katharó (Lassíthi)
Katharó, en grec moderne : Καθαρό, est un plateau du mont Dicté et un village du dème d'Ágios Nikólaos, dans le district régional de Lassithi, en Crète, en Grèce. Selon le recensement de 2011, la population de Katharó compte 18 habitants. Le village est situé à une altitude d'environ 1 150 m, à 16 kilomètres de Kritsá et à 12 kilomètres du plateau du Lassithi. Il est habité principalement par des bergers en été.

## Source de la traduction
- (el) Cet article est partiellement ou en totalité issu de l’article de Wikipédia en grec moderne intitulé « Καθαρό Λασιθίου » (voir la liste des auteurs).